# Andrei Sin
Andrei Dumitru Sin (Bucarest, 26 ottobre 1991) è un calciatore rumeno, difensore del Tunari.